# Ípsilon de l'Ossa Major
Ípsilon de l'Ossa Major (υ UMa Ursae Majoris) és un estel de magnitud aparent +3,80 situat a la constel·lació de l'Ossa Major. A la Xina era coneguda —al costat de θ Ursae Majoris i φ Ursae Majoris— com Wan Chang, «la il·luminació literària». S'hi troba a 115 anys llum del sistema solar.
Ípsilon Ursae Majoris és una subgegant blanc-groga de tipus espectral F2IV i 7.170 K de temperatura. 29 vegades més lluminosa que el Sol, té un radi de 3,5 radis solars i una massa doble que la del Sol. Com a subgegant que és, es troba finalitzant la fusió del seu hidrogen intern. Gira sobre si mateixa a una velocitat d'almenys 124 km/s, unes 60 vegades més de pressa que el Sol, sent el seu període de rotació de 1,4 dies. L'alta velocitat amb la qual Ípsilon Ursae Majoris s'hi mou respecte a nosaltres (62 km/s, unes quatre vegades major que el valor normal) indica que procedeix d'una altra regió de la galàxia.
Ípsilon Ursae Majoris és una variable Delta Scuti amb una petita variació en la seva lluentor, no perceptible a l'ull humà, de 0,18 magnituds. El període principal és de 3,19 hores, però existeixen altres compresos entre 1,6 i 2,1 hores.
Ípsilon Ursae Majoris forma un estel binari amb una tènue acompanyant situada a 11,6 segons d'arc. D'acord a la seva magnitud +11,5, és una nana roja de tipus M0 amb una massa aproximada de 0,5 masses solars. La separació observada correspon a una distància mínima de 409 ua entre ambdues estels, amb un període orbital d'almenys 5.200 anys.